# Никола Георгиев (офицер)
Никола(й) Тодоров Георгиев е български политически офицер, генерал-майор.

## Биография
Роден е на 3 декември 1905 г. в ботевградското село Боженица. В периода 1919 – 1926 г. учи във земеделското училище в Садово. От 1925 г. е член на БКМС, а от 1929 г. и на БКП. Между 1926 и 1929 г. е студент по лесовъдство. Продължава образованието си в Чехословакия от ноември 1929 г. Завършва през февруари 1932 г. Между февруари 1932 и октомври 1934 г. е лесовъд последователно в Трън, Своге и Чепеларе. От ноември 1934 г. е секретар на втори партиен район в София. На следващата година е изправен пред съда за подправяне на документите си, че е завършил лесовъдство. Осъден е на 6,5 години затвор от Софийския областен съд, но не се явява в съда, а излиза в нелегалност. Арестуван е през януари 1937 г. и осъден на 1,5 години от Софийския областен съд. Излежава присъдата си до февруари 1939 г. От февруари 1939 г. е главен технически ръководител при ЦК на БКП, но на 13 август след провал е арестуван и осъден на 2 години затвор. Излиза от затвора през 1941 г. След като полицията го търси, за да го интернира излиза в нелегалност и работи като наемен техник в региона на Плевен. През май 1943 г. все пак е заловен и интерниран до ноември 1943 г. в лагера Еникьой. От ноември 1943 г. е инструктор при ЦК на БКП и отговаря за партизанските отряди на Плевенската, Варненската и Габровската зони.
След 9 септември 1944 е инструктор в щаба на първа армия с чин подполковник.. На 22 октомври 1944 г. е назначен за помощник-командир на първа пехотна софийска дивизия, а от февруари 1945 г. е инструктор на трети корпус. Остава на последния пост до август 1945 г. В периода август 1945-юли 1947 е инструктор в ЦК на БКП. От май до октомври 1947 г. е заместник-командир по политическата част на трета армия. През октомври 1947 е назначен за заместник-командир по политическата част на първа армия. Освободен е от поста през март 1950 г. и понижен в длъжност за недобро ръководство. От март до октомври 1950 г. е заместник-началник по политическата част на Инженерното управление в Министерството на отбраната. След това учи във Военната академия в София до декември 1951 г.
През декември 1951 г. е назначен за началник на академичен курс във Военнотехническата академия в София. Остава на тази позиция до декември 1952 г., когато е назначен за временно изпълняващ длъжността командир на петнадесета мотострелкова дивизия. От юли 1956 г. е назначен за председател на Доброволната организация за съдействие на отбраната (ДОСО). Кандидат-член на ЦК на БКП от 2 юни 1958 до 5 ноември 1962 г. В края на 1961 г. е разследван за злоупотреба със служебно положение (използване на материали за строеж на вилата му, заграждане на част от чужд парцел, използване на коли на ДОСО за пренасяне на строителни материали, надписване на командировки). С решение на контролната комисия при ЦК на БКП е наказан с порицание и снемане от длъжността председател на ДОСО. В края на 60-те години е заместник-началник на Строителни войски.
Награждаван е с орден „За храброст“ – IV ст., 1 и 2 кл., съветски орден „Червена звезда“, югославски орден „Заслуга за народ“ – I ст., унгарски орден „На унгарската свобода“ – сребърен.

## Образование
- Средно земеделско училище, Садово (1919 – 1926)
- Лесовъдство, България (1926 – 1929) и Чехословакия (ноември 1929 – февруари 1932)
- Военна академия „Г.С.Раковски“ (октомври 1950 – декември 1951)